# Epicypta surdipleura
Epicypta surdipleura är en tvåvingeart som beskrevs av Loïc Matile 1979. Epicypta surdipleura ingår i släktet Epicypta och familjen svampmyggor. Inga underarter finns listade i Catalogue of Life.